# Muraharjo
Muraharjo is een bestuurslaag in het regentschap Blora van de provincie Midden-Java, Indonesië. Muraharjo telt 2036 inwoners (volkstelling 2010).